# Michał Haratyk
Michał Haratyk (ur. 10 kwietnia 1992 w Cieszynie) – polski lekkoatleta specjalizujący się w pchnięciu kulą.
Pchnięcie kulą uprawiał także jego starszy brat – Łukasz.
5 lutego 2016, podczas halowego mityngu Pedro’s Cup w Łodzi, Michał Haratyk czterokrotnie poprawiał swój rekord życiowy, łącznie poprawiając go o 61 cm. W szóstej próbie tego konkursu osiągnął rezultat 21,35 m obejmując w ten sposób pozycję lidera światowych tabel. W marcu tego samego roku zajął 14. miejsce na halowych mistrzostwach świata w Portland. Wicemistrz Europy (2016). Uczestniczył w igrzyskach olimpijskich w Rio de Janeiro (2016), w których zajął osiemnaste miejsce w eliminacjach i nie awansował do finału.
W 2017 nie przebrnął eliminacji podczas rozgrywanych w Belgradzie halowych mistrzostw Europy, zajmując 19. miejsce. W tym samym roku uplasował się na piątym miejscu w mistrzostwach świata w Londynie.
Mistrz Polski z 2017, 2018 i 2020, trzykrotny srebrny medalista mistrzostw Polski seniorów (2015, 2016 i 2019). Halowy wicemistrz Polski seniorów (2017) oraz mistrz kraju (2018, 2019, 2020 i 2021). Mistrz kraju w kategorii młodzieżowców (2014).
13 czerwca 2018 pobił rekord Polski wynikiem 22,08 m. W tym samym roku został mistrzem Europy, a w 2019 halowym mistrzem Europy, ustanawiając swój rekord życiowy w hali.
28 lipca 2019 poprawił własny rekord kraju rezultatem 22,32 m. Wynik ten osiągnął w Warszawie i wyrównał go 6 dni później w Cetniewie.

## Osiągnięcia
| Rok  | Impreza                                 | Miejsce        | Lokata            | Wynik |
| ---- | --------------------------------------- | -------------- | ----------------- | ----- |
| 2016 | Halowe mistrzostwa świata               | Portland       | 14. miejsce       | 19,48 |
| 2016 | Mistrzostwa Europy                      | Amsterdam      | 2. miejsce        | 21,19 |
| 2016 | Igrzyska olimpijskie                    | Rio de Janeiro | el. – 18. miejsce | 19,97 |
| 2017 | Halowe mistrzostwa Europy               | Belgrad        | el. – 19. miejsce | 19,18 |
| 2017 | Mistrzostwa świata                      | Londyn         | 5. miejsce        | 21,41 |
| 2018 | Halowe mistrzostwa świata               | Birmingham     | 10. miejsce       | 20,69 |
| 2018 | Puchar Europy w rzutach                 | Leiria         | 2. miejsce        | 21,18 |
| 2018 | Mistrzostwa Europy                      | Berlin         | 1. miejsce        | 21,72 |
| 2018 | Puchar interkontynentalny               | Ostrawa        | 3. miejsce        | 21,36 |
| 2019 | Halowe mistrzostwa Europy               | Glasgow        | 1. miejsce        | 21,65 |
| 2019 | Superliga drużynowych mistrzostw Europy | Bydgoszcz      | 1. miejsce        | 21,83 |
| 2019 | Mistrzostwa świata                      | Doha           | el. – 16. miejsce | 20,52 |
| 2021 | Halowe mistrzostwa Europy               | Toruń          | 2. miejsce        | 21,47 |
| 2021 | Superliga drużynowych mistrzostw Europy | Chorzów        | 1. miejsce        | 21,34 |
| 2021 | Igrzyska olimpijskie                    | Tokio          | el. – 13. miejsce | 20,86 |
| 2022 | Halowe mistrzostwa świata               | Belgrad        | 9. miejsce        | 20,88 |
| 2022 | Mistrzostwa świata                      | Eugene         | el. – 14. miejsce | 20,13 |
| 2022 | Mistrzostwa Europy                      | Monachium      | 5. miejsce        | 20,90 |
| 2023 | Halowe mistrzostwa Europy               | Stambuł        | el. –             | NM    |
| 2023 | I dywizja drużynowych mistrzostw Europy | Chorzów        | 3. miejsce        | 20,89 |
| 2023 | Mistrzostwa świata                      | Budapeszt      | el. – 25. miejsce | 19,51 |
| 2024 | Mistrzostwa Europy                      | Rzym           | 3. miejsce        | 20,94 |
| 2024 | Igrzyska olimpijskie                    | Paryż          | el. – 19. miejsce | 19,94 |

## Rekordy życiowe
- Pchnięcie kulą (stadion) – 22,32 (2019) rekord Polski
- Pchnięcie kulą (hala) – 21,83 (2021) 2. wynik w historii polskiej lekkoatletyki w hali

## Odznaczenia
- Medal 100-lecia Odzyskania Niepodległości – 2019[7]